# Esfandiar Ekhtiari
Esfandiar Ekhtiari (persan : اسفندیار اختیاری, né en 1966 à Yazd) est un représentant de la communauté zoroastrienne au parlement iranien. En 2008, il a gagné l'élection de la représentation zoroastrienne au parlement et a donc été, de 2008 à 2020, l'un des députés iraniens représentant la minorité religieuse au parlement iranien (Majlis). Il est le président de Pars Nameh— la lettre d'information mensuelle semi-officielle des zoroastriens iraniens.
Il est docteur en sciences techniques et spécialiste dans le domaine des textiles. Ekhtiari est marié et a un enfant.
IIl est connu comme animateur des droits humains des zoroastriens. Par exemple, en 2017 il protestait contre les attaques contre des zoroastriens perpetrés pendant le festival Sadeh par des musulmans, et critiquait le jugement selon lequel on avait exclu les zoroastriens du conseil municipal de Yazd (avec l'interprétation que non-musulmans ne peuvent pas gouverner une ville à majorité musulmane). Au bout du compte, le verdict fut infirmé par le Conseil de discernement de l'intérêt supérieur du régime.
Ekhtiari a invité les zoroastriens vivant en dehors de l'Iran à « revenir dans [leur] patrie » et a ajouté que la communauté zoroastrienne est prête à les accueillir à bras ouverts.
| Election | Votes totaux | Votes pour Ekhtiari | Pourcentage |
| -------- | ------------ | ------------------- | ----------- |
| 2008     | 7,036        | 3,607               | 51,26%      |
| 2012     | 6,604        | 4,940               | 74,80%      |
| 2016     | 6,672        | 3,966               | 59,44%      |